# Opuntia chlorotica
Opuntia chlorotica és una espècie de planta fanerògama de la família dels cactus, nativa d'Amèrica del Nord als estats de Baixa Califòrnia, Sonora, Arizona, Califòrnia, Nevada, Nou Mèxic i Utah. S'han dut a terme algunes anàlisis de l'àrea que abastada prehistòricament per  O. chlorotica a les muntanyes Waterman d'Arizona. Aquestes anàlisis del nucli de pol·len indiquen que aquesta espècie de cactus estava present al nord d'Arizona a finals del període glaciar de Wisconsin.

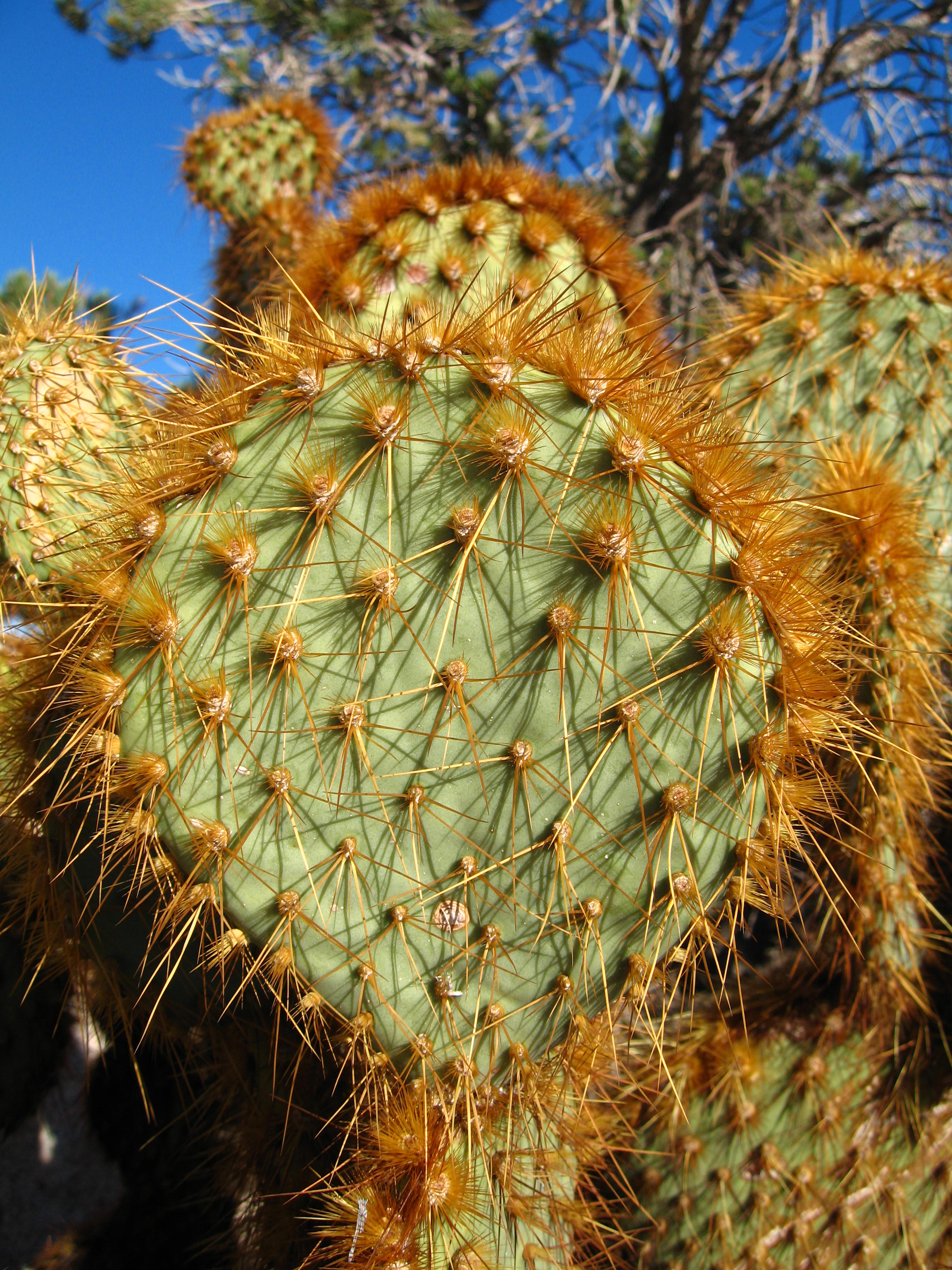
Detall de la planta

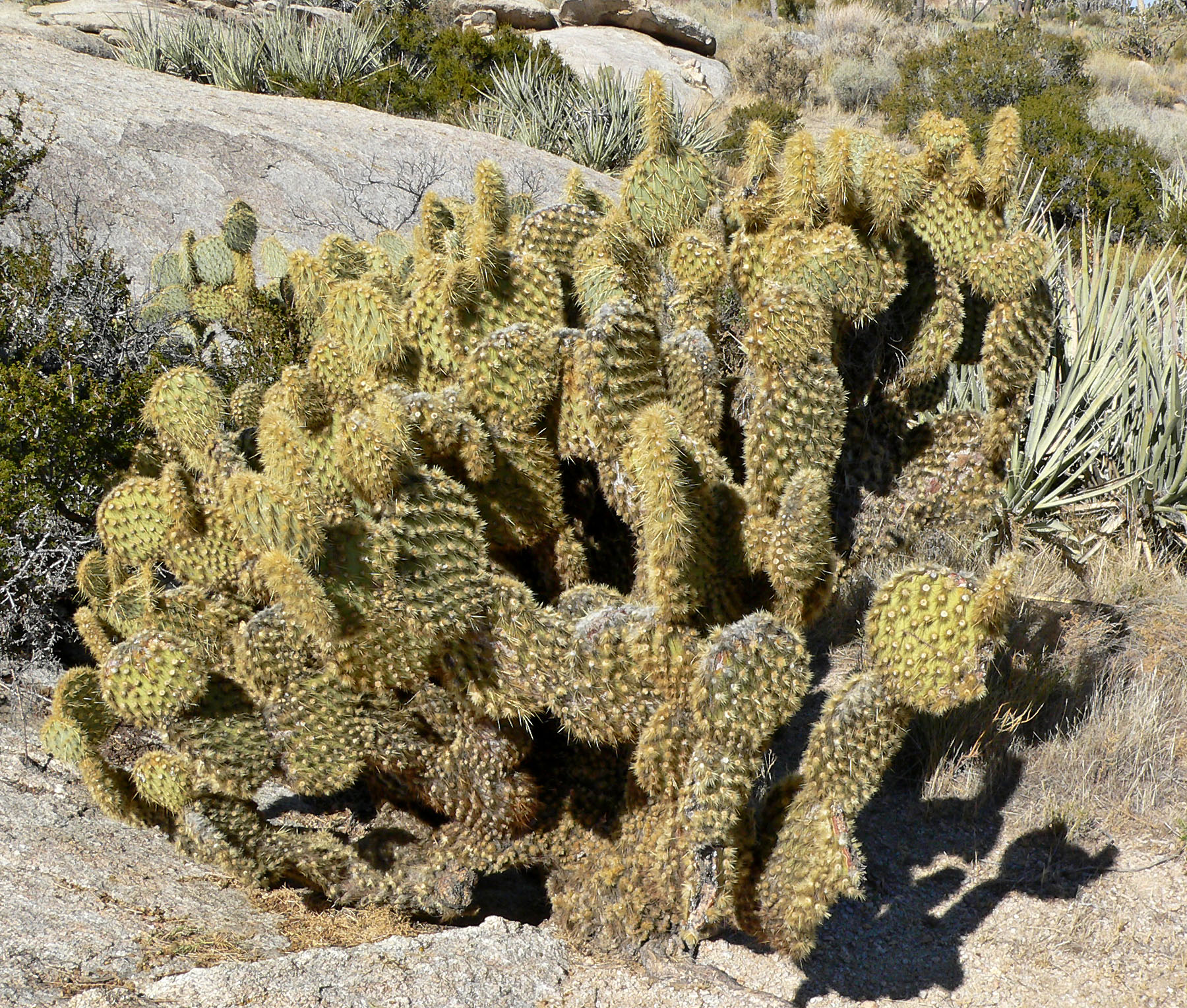
Vista de la planta

És un arbust que creix en forma d'arbre i arriba a mesurar d'1 a 2 metres d'alçada. És espinós i té un diàmetre de fins a 20 cm. Els cladodis són arrodonits o àmpliament oblongs de color blau-verd-groc a verd. Les fulles mesuren fins a 6 mm de llarg. Les flors són grogues brillants que estan tenyides de vermell, de 5 a 8 cm de llarg i tenen un diàmetre de 4 a 6 cm. El fruit és carnós, gairebé esfèric o el·lipsoïdal, tenyit de color grisenc i vermellós.

## Taxonomia
Opuntia chlorotica va ser descrita per Engelm. i J.M. Bigelow i publicada a Proceedings of the American Academy of Arts and Sciences 3: 291–292, l'any 1856.

### Etimologia
- Opuntia: nom genèric que prové del grec usat per Plini el Vell per a una planta que va créixer al voltant de la ciutat d'Opunte a Grècia.[3]
- chlorotica: epítet llatí que significa "de color verd".[4]

### Sinonímia
- Opuntia palmeri Engelm. ex J.M. Coult.[5]